# GV (Nervenkampfstoff)
GV ist die Bezeichnung für einen sowjetischen Nervenkampfstoff, welcher strukturell dem Nervengift Soman ähnlich ist. Vom US-Verteidigungsministerium und der NATO bekam dieser Kampfstoff die Bezeichnung GV (G für Germany; V für engl. viscous „zäh, viskos“).

## Isomerie
GV besitzt ein Stereozentrum am Phosphoratom, es gibt also zwei Enantiomere, eines hat (R)-Konfiguration, das andere ist (S)-konfiguriert.  Die beschriebenen Herstellungsverfahren liefern das racemisches GV, also ein 1:1-Gemisch aus (R)-(Dimethylamido)fluorophosphorsäure- 2-N′,N′-(dimethylaminoethyl)ester (links) und (S)-(Dimethylamido)fluorophosphorsäure- 2-N′,N′-(dimethylaminoethyl)ester (rechts):

## Schutzmaßnahmen
GV wirkt bereits in kleinsten Mengen tödlich. Angriffsfläche ist der gesamte Körper. Deshalb bieten nur ein Ganzkörper-Schutzanzug und eine Schutzmaske ausreichenden Schutz.
Vor einem Kampfstoffeinsatz können Oxim-Tabletten eingenommen werden. Im Verlauf der wochenlangen Nachbehandlung versucht man, mit Obidoxim die Acetylcholinesterase zu regenerieren.
Für die Dekontamination kann man Oxidationsmittel und alkalische Lösungen verwenden, da die Hydrolyse von Nervenkampfstoffen im basischen Milieu beschleunigt wird. Bewährt haben sich auch Chlorkalk für unempfindliche Oberflächen und Natriumcarbonatlösungen für empfindliche Gegenstände.